# 한국향토음식진흥원
한국향토음식진흥원은 한국의 전통·향토음식을 연구·개발하여 지역경제 활성화 및 지역특산물을 접목한 향토음식 보존, 전문가를 양성하여 한국의 전통·향토음식의 명맥 유지, 한식의 우수성 홍보 및 교류 활성화를 목적으로 2011년 11월 18일 설립 허가된 대한민국 농림수산식품부 소관의 사단법인이다. 사무실은 대구광역시 수성구 수성로 393(수성동4가, 수성하이츠)2층 217호에 있다.

## 주요 사업
- 한국 식문화 연구와 전통·향토음식 전문가 양성 및 보존 연구
- 향토음식 연구·개발, 한식 세계화에 동참
- 향토음식 관련 연구자료 수집, 간행물 발행 및 보급
- 우수한 향토음식의 국내·외 홍보 및 보급
- 기타 본 법인의 설립에 부합하는 비영리적인 제반사업